# بوگاتی شیرون
بوگاتی شیرون (به انگلیسی: Bugatti Chiron) یک خودروی دو سرنشین سوپر اسپورت موتور وسط است که توسط شرکت فرانسوی بوگاتی اتومبیلز اس.آ.اس. ساخته شده است. این مدل جانشین خودروی پیشین این شرکت؛ یعنی بوگاتی ویرون است. این خودرو اولین بار در ۱ مارس ۲۰۱۶ در نمایشگاه خودروی ژنو به نمایش عموم گذاشته شد. نام شیرون بر گرفته شده از لوییس شیرون راننده موناکویی و قهرمان مسابقات رالی گراند پریکس و فرمول یک بین سال‌های ۱۹۲۸ تا ۱۹۵۳ است.
در ژانویهٔ ۲۰۲۲ اعلام شد که تمام شیرون‌ها به فروش رسیده‌اند. تا ژانویهٔ ۲۰۲۲، برخی از این خودروهای فروخته‌شده همچنان در مرحلهٔ تولید و رسیدن به دست مشتری بوده‌اند.

## مشخصات و عملکرد

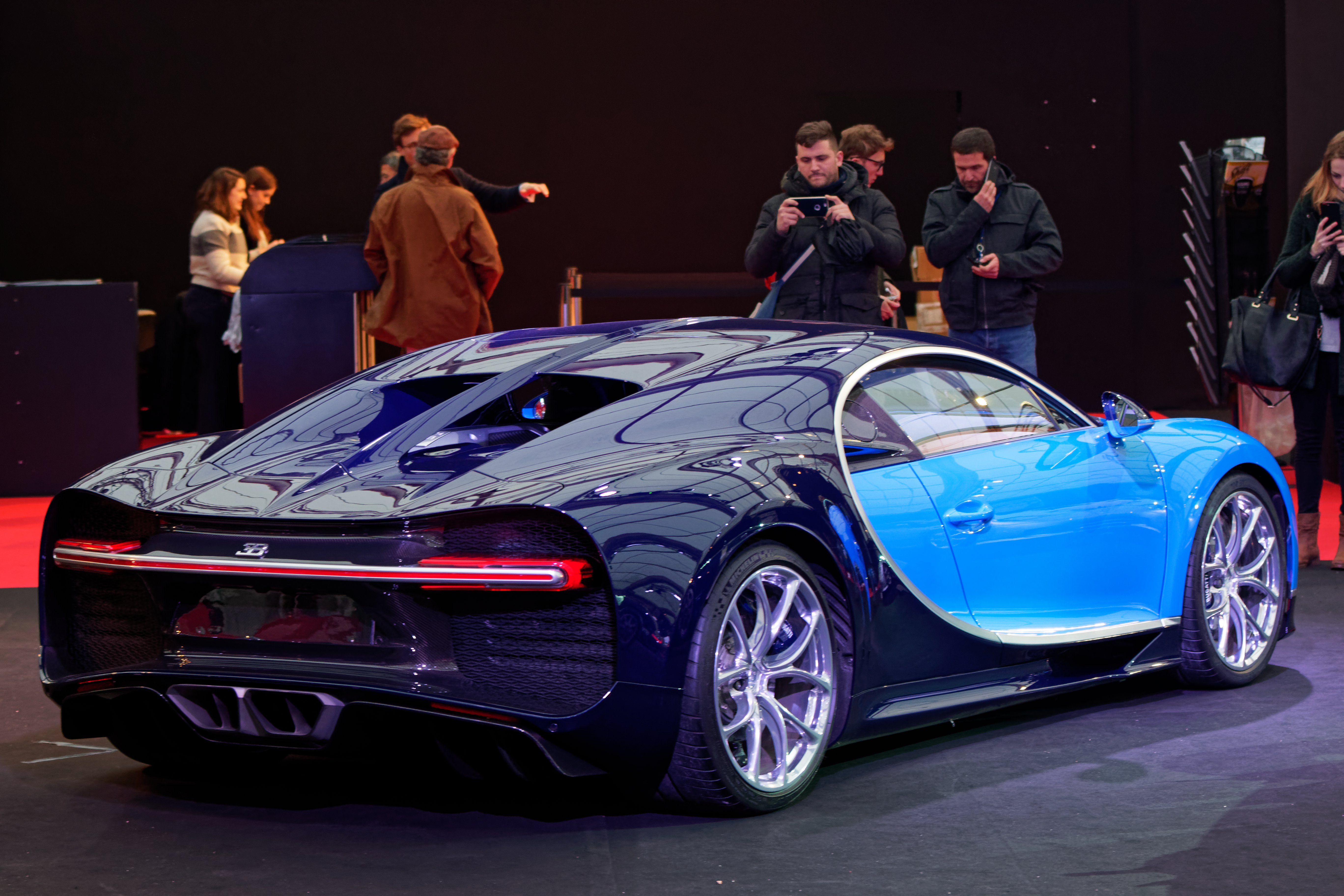
خودرو بوگاتی شیرون

بوگاتی شیرون دارای موتور ۷۹۹۳ سی سی (۸ لیتری) دبلیو۱۶ مجهز به توربوشارژر چهارگانه است و توان خروجی موتور آن برابر با ۱۴۷۹ اسب بخار معادل ۱۱۰۳ کیلو وات توان است بهره می‌برد. بدنه این خودرو از فیبر کربن ساخته شده است.
شیرون مانند مدل قبلی خود (ویرون)، از ساختار بدنه فیبر کربن، سیستم تعلیق مستقل و سیستم چهار چرخ متحرک هالدکس بهره می‌برد. الیاف کربن بدنه دارای سختی ۵۰۰۰۰ نیوتن متر در هر درجه است. طبق گفته سازنده، شیرون می‌تواند در ۲/۴ ثانیه به سرعت ۱۰۰ کیلومتر در ساعت، ۶/۵ ثانیه به ۲۰۰ کیلومتر، ۱۳/۶ ثانیه به ۳۰۰ کیلومتر و در ۳۲/۶ ثانیه به ۴۰۰ کیلومتر در ساعت برسد. پس از آن ۹/۳ ثانیه زمان لازم است تا با فشردن ترمز از سرعت ۴۰۰ کیلومتر در ساعت به حالت سکون برسد. حداکثر سرعت شیرون به دلایل ایمنی به ۴۲۰ کیلومتر در ساعت (۲۶۱ مایل در ساعت)، یا ۳۸۰ کیلومتر در ساعت (۲۳۶ مایل در ساعت) محدود شده است. حداکثر سرعت شیرون طبق گفته سازنده بدون استفاده از کلید خاص محدود کننده به ۴۶۵ کیلومتر در ساعت می‌رسد. این محدودیت عمدتاً به این دلیل است که لاستیک‌های تولید شده در حال حاضر قادر به تحمل تنشی که در حداکثر سرعت شیرون متحمل می‌گردند، نمی‌باشد. این خودرو توسط اندی والاس راننده رسمی بوگاتی در تست فولکس واگن در شهر اهرا-لسین در آلمان مورد ارزیابی قرار گرفت.
شیرون دارای مصرف سوخت ترکیبی ۲۲/۵ لیتر در ۱۰۰ کیلومتر است.

## فروش
پیش از تحویل اولین خودرو، ۲۰۰ دستگاه از این خودرو فروخته شد. قیمت پایه این خودرو ۲/۴۰۰/۰۰۰ یورو است و جهت ثبت نام، خریداران در ابتدا باید مبلغ ۲۰۰/۰۰۰ یورو به‌عنوان بیعانه بپردازند.

## آمار تولید
| مدل خودرو                           | تعداد تولید شده | تعداد تولید شده |
| ----------------------------------- | --------------- | --------------- |
| شیرون                               | ۶۰              |                 |
| شیرون اسپورت                        | ۶۰              |                 |
| شیرون اسپورت ۱۱۰ انس بوگاتی         | ۲۰              |                 |
| شیرون سوپراسپورت ۳۰۰+               | ۳۰              |                 |
| شیرون پور اسپورت                    | ۶۰              |                 |
| شیرون نوار                          | ۲۰              |                 |
| شیرون اسپورت “Les Légendes du Ciel” | ۲۰              |                 |
| مجموع                               | ۲۷۰ از ۵۰۰      |                 |

## آمار و ارقامی از شیرون ۲۰۱۷[۵]
- نشان بوگاتی بر روی شیرون از نقرهٔ میناکاری شده به صورت دستی ساخته شده و ۵۵۰ دلار هزینه دربرداشته است.
- موتور این خودرو با تمام قدرت به مدت ۲۵ ساعت مورد تست قرار گرفته است. شیرون با این قدرت می‌توانست در مدت ۲۵ ساعت مسافت بین ولفسبورگ در آلمان تا فینیکس در آریزونای آمریکا را طی کند.
- سیستم خنک‌کنندهٔ موتور می‌تواند سیّال خنک‌کننده را با نرخ ۷۹۸ لیتر در هر دقیقه پمپ کند.
- کل تیم تحقیق و توسعهٔ بوگاتی تنها ۱۵۰ نفر هستند. این تعداد کمتر از اعضای تیم ردبول در مسابقات فرمول یک است.
- ظرفیت تولید کارخانهٔ بوگاتی در سال در حالت حداکثر خود به ۷۰ دستگاه می‌رسد.
- خریداران شیرون به‌طور میانگین ۴۲ خودرو، حداقل یک جت شخصی، یک کشتی تفریحی، سه هلیکوپتر و چهار خانه دارند. بیش از نیمی از خریداران این خودرو کلکسیونرهای آثار هنری هستند.